# Erythranthe glabrata
Erythranthe glabrata är en gyckelblomsväxtart som först beskrevs av Carl Sigismund Kunth, och fick sitt nu gällande namn av Guy L. Nesom. Erythranthe glabrata ingår i släktet Erythranthe och familjen gyckelblomsväxter. Inga underarter finns listade i Catalogue of Life.